# Dipsadoboa underwoodi
Dipsadoboa underwoodi — вид змій родини полозових (Colubridae). Мешкає в Західній і Центральній Африці. Вид названий на честь британського герпетолога Гарта Андервуда (1919–2002).

## Поширення і екологія
Dipsadoboa underwoodi мешкають в Сьєрра-Леоне, Гвінеї, Ліберії, Кот-д'Івуарі, Гані, Того, Беніні, Нігерії, Камеруні, Екваторіальній Гвінеї і Габоні. Вони живуть у первинних тропічних лісах, поблизу струмків і боліт, на висоті до 1000 м над рівнем моря. Ведуть нічний, деревний спосіб життя.